# Meteorus australis
Meteorus australis är en stekelart som beskrevs av Tosquinet 1900. Meteorus australis ingår i släktet Meteorus och familjen bracksteklar. Inga underarter finns listade i Catalogue of Life.